# مادر ماتیلدا
«مادر ماتیلدا» (به انگلیسی: Matilda Mother) نام آهنگی از گروه سایکدلیک راک پینک فلوید می‌باشد که در سال ۱۹۶۷ همراه با آلبوم نی‌زن بر دروازه‌های سپیده‌دم منتشر شد. این آهنگ توسط گیتاریست/خواننده اصلی گروه، سید برت نوشته شد. در این آهنگ ریچارد رایت و سید برت با هم به خواندن می‌پردازند.

## سازندگان و مشارکت کنندگان
- راجر واترز - گیتار بیس، خواننده زمینه
- نیک میسن - درامز و سازهای کوبه‌ای
- ریک رایت - خواننده، اُرگ
- سید برت - شعر، گیتار، خواننده